# Вступ Швеції до Європейського Союзу
Вступ Швеції до Європейського Союзу (швед. Sveriges anslutning till Europeiska unionen) — процес, який дозволив Королівству Швеція приєднатися до Європейського Союзу на 1 січня 1995 року. Таким чином, Європейський Союз був розширений до 15 держав.

## Історія
Швеція була однією з європейських країн, які дотримувалися суворого дипломатичного нейтралітету під час Холодної війни і зберегли цей статус до кінця. До приєднання до Європейського Союзу вона була частиною ЄАВТ разом зі своїми сусідами з Фенноскандії (Данія, Ісландія, Фінляндія та Норвегія), з якими вона й досі має тісні зв'язки в структурах Північної ради. Після закінчення «холодної війни» географічне та економічне положення Швеції усвідомило можливість брати участь в ЄС, щоб мати можливість впливати на рішення в Європі, які все більше стосувалися її (будучи частиною Європейської економічної зони, утвореної в 1994 року, де-факто підпадала під дію різних нормативних актів ЄС).

## Вступ
Було розпочато поглиблені переговори, і оскільки країна вже відповідає більшості необхідних політичних та економічних критеріїв, вони були короткими (переговори розпочалися 11 лютого 1993 року і закінчилися у березні 1994 року).
Після референдуму, на якому громадян закликали висловити свою позицію за чи проти вступу своєї країни до Європейського Союзу, вони проголосували за 52,3. %, що є найнижчим показником серед трьох країн, які брали участь у четвертому розширенні Європейського Союзу (переважно громадяни Норвегії проти, через що і не відбувався норвезький вступ до ЄС).
У договорі про вступ до ЄС зазначено, що Швеція в кінцевому підсумку повинна приєднатися до єврозони; однак він добровільно не відповідає певним критеріям, зокрема, брати участь у ERM II протягом мінімум двох років та підтримувати курс шведської крони з обмеженим паритетом навколо євро.

## Наслідки
Країна приєдналася до Шенгенської зони, але відмовилася від євро в 2003 році; вона є повноправним гравцем в європейських органах і ініціювала кілька великих проектів у масштабі континенту та за його межами, зокрема з питань міжнародного посередництва в країнах або регіонах, що перебувають у конфлікті, та захисту навколишнього середовища. Швеція пропагує свій «етичний погляд на міжнародні відносини в ЄС».
«Швеція в Європі» (швед. Stiftelsen Sverige i Europa) була основною кампанією за прийняття країною євро на референдумі 2003 року з цього приводу.

## Опитування
13 листопада 1994 року, після референдуму шведський народ проголосував за вступ Швеції до Європейського Союзу.